# 秦羽明
秦羽明（？—1630年），字中南，號中鉉，直隸廣平府清河县人。明朝政治人物，萬曆乙卯解元，天啟壬戌進士。官至戶部郎中。

## 生平
家貧博學，邑令商丘鄭際明（舉人）見而奇之，延入衙舍讀書，秩满，偕歸里，与宋權同筆砚，宋甚重之。罗致幕下读书。萬曆四十三年（1615年），中式乙卯科順天鄉試第一名舉人（解元）。天启二年（1622年）壬戌科进士，户部观政，三年授户部陕西司主事，管新饷，丁忧归乡。崇祯二年（1629年）起補浙江司，管下粮厅，调兵部职方司郎中，三年卒于官，卒于任内。